# Когеніт
Когеніт (самородний чавун) — мінерал, карбід заліза Fe3C.

## Етимологія та історія
Когеніт вперше був виявлений у метеориті Magura в колишньому угорському комітаті Арва, яке зараз є частиною Словаччини. Мінерал був описаний в 1889 році німецьким мінералогом Ернстом Вайншенком, який назвав його на честь німецького мінералога і петрографа Еміля Коена (1842-1905). Його робота була зосереджена насамперед на структурі залізних метеоритів і мінералів, які вони містять.

## Загальний опис
Склад у %: Fe — 93,31; С — 6,69. Домішки: Ni, Со.
Сингонія ромбічна.
Вид ромбо-дипірамідальний.
Форми виділення: зерна, пластинчасті агрегати, щільні маси, кристали дуже рідкісні — стовпчасті, видовженопластинчасті з округлими гранями.
Густина 7,20-7,65.
Твердість 6-6,5.
Колір олов'яно-білий, змінюється до світло-бронзового, золотисто-жовтого. Дуже магнітний. Непрозорий. Дуже крихкий.
Асоціація: залізо, шрейберзит, троїліт, вюстит.

## Поширення
Знайдений у телуричному залізі з Ґренландії, поблизу м. Бюль поблизу Веймара, Гессен, Німеччина, у Красноярському краї, Челябінський вугільний басейн, Південний Урал, Західний Саян
Тува (РФ). Найпоширеніший у залізних метеоритах. Буробайський гірський масив, Східний Казахстан.